# 9e division mécanisée (Union soviétique)
Pour les articles homonymes, voir 9e division et 9e corps.
La 9e division mécanisée est une unité militaire soviétique du début de la guerre froide. Elle est issue du 9e corps mécanisé de l'Armée rouge, formé pendant la Seconde Guerre mondiale. Devenue 82e division de fusiliers motorisés en 1957, elle est dissoute en 1958.

## Historique

### Seconde Guerre mondiale
Un premier 9e corps mécanisé est créé en 1940 et dissous en septembre 1941. Le 9e corps mécanisé est à nouveau formé à Toula en septembre 1943. De 1943 à 1945, il participe à la libération de l'Ukraine, à l'offensive Lvov-Sandomir, à l'offensive de Sandomierz-Silésie, à l'offensive en Basse-Silésie, à l'offensive de Berlin et à l'offensive Prague.
Le corps reçoit en janvier 1944 le titre honorifique « de Jitomir » et en mars le titre « de Kiev ». Le corps appartient à la 3e armée de chars de la Garde de sa formation à la fin de la guerre.

### Guerre froide
En juin 1945, toujours rattaché à la 3e armée de chars de la Garde, le corps fait partie du groupement central des forces armées soviétiques. Ce mois-ci, le corps est réduit à la taille d'une division. La 3e armée de chars de la Garde devient ensuite la 3e armée mécanisée de la Garde. En 1955, la division est stationnée à Cottbus et a l'ordre de bataille suivant :
- 69e régiment mécanisé
- 70e régiment mécanisé
- 71e régiment mécanisé
- 80e régiment de chars de la Garde
- 91e régiment de chars
- 692e régiment d'artillerie
- 1719e régiment d'artillerie antiaérienne
- 441e divizion de mortiers de la Garde
- 100e bataillon de renseignement
- 82e bataillon de sapeurs
- 999e bataillon de transmissions
- 684e bataillon automobile
- 56e bataillon médico-sanitaire

Le 17 mai 1957, la division devient la 82e division de fusiliers motorisés, rattachée à la 18e armée de la Garde. Stationnée à Bernau bei Berlin, elle comprend les 69e, 123e et 125e régiments de fusiliers motorisés et le 91e de chars. Elle est dissoute le 9 mai 1958.